# Szundarbansz
A Szundarbansz (bengáli: সুন্দরবন =Szundaraban) létezését a két nagy folyónak, a Gangesznak és a Brahmaputrának, illetve a belőlük leágazó kisebb vizeknek köszönheti. A folyók hatalmas deltatorkolatot alakítottak ki Dél-Bangladesben és a szomszédos Indiában. A Szundarbansz név a bengáli szép és erdő (Shundor, bon) szavakból tevődik ki.
A Szundarbansz iszap, agyag és homok üledékéből épített, a folyók és a tenger árapálya formálta alacsonyan fekvő területei elmossák a különbséget a szárazföld és a tenger között. Ez a földön található legnagyobb mangrove-erdő. Területe kb. 10 000 km², amelynek 60%-a Bangladesben, 40%-a India területén található. A terület kb. 300 km hosszú és kb. 30 km mélyen nyúlik a szárazföld belsejébe. A nyugati, indiai rész alkotja a Szundarbansz Nemzeti Parkot (1330 km²). Az egész Szundarbansz a természeti világörökség része.
A mangrovefák gyökerei között - ahol felhalmozódik az üledék - nyüzsgő élővilág alakult ki: rákok, folyami teknősök, halak, különféle planktonok. A vízben is vadászik zsákmányára a varánuszgyík, az óriáskígyó, a halászmacska. A mocsárvidék legnagyobb ragadozói pedig a folyami krokodil és a bengáli tigris. Élnek még itt őzek, szarvasok, vaddisznók, majmok és a legkülönfélébb madarak is. Sok nagy testű állat az erdő szárazabb részein lakik, de apálykor behatol a mocsárvilágba. Rengeteg repülő rovar, szúnyog és csípős légy otthona is a terület.
Nincsenek ugyan állandó falvak ebben a világban, de mégis sok ezer bangladesi és indiai ember megélhetése függ a Szundarbansztól. A termésbegyűjtők csónakokkal érkeznek a mocsárba, és apálykor gyalog járnak körbe, hogy begyűjtsék a mézet és méhviaszt, gyékényszőnyegekhez a füvet, kerítéshez a nádat, tetőanyaghoz pedig pálmaleveleket. A halászok a környéken táboroznak és hetekig járják egyfolytában az itteni vizeket.
Régen az emberek könyörtelenül vadásztak a tigrisekre, mert azok az erre járó embereket is megtámadták és széttépték. 1988 óta szigorú intézkedéseket hoztak a megmaradt tigrisek védelmében. Azonkívül az itt dolgozó emberek több tigriselijesztő módszert is kipróbáltak. Ilyen például, hogy ember formájú bábukat helyeztek el, amelyekbe gyenge áramot vezettek. A mocsárvidéken dolgozó emberek fejükre, hátul álarcot kötöznek, hogy - az általában hátulról támadó - tigrist így is megfélemlítsék. Az állandóan vállra vetett bot is hasonló célokat szolgál.

## Fordítás
Ez a szócikk részben vagy egészben  a   Sundarbans című angol Wikipédia-szócikk fordításán alapul.  Az eredeti cikk szerkesztőit annak laptörténete sorolja fel. Ez a jelzés csupán a megfogalmazás eredetét és a szerzői jogokat jelzi, nem szolgál a cikkben szereplő információk forrásmegjelöléseként.